# Muscolo artificiale
Con il termine muscolo artificiale si indica un qualsiasi materiale o apparecchiatura che possa contrarsi, espandersi o ruotare quando sottoposta ad uno stimolo esterno come la tensione elettrica, il passaggio di corrente, una differenza di pressione o di temperatura. I tre movimenti di base, ossia la contrazione, l'espansione e la rotazione, possono combinarsi in un unico movimento più complesso. Per esempio la contrazione di un lato può essere accompagnata da un'espansione dall'altra estremità. I motori convenzionali e i motori pneumatici non sono considerati muscoli artificiali in quanto le componenti coinvolte nel movimento sono più di una.
Date le loro grandi flessibilità e versatilità ed il rapporto vantaggioso potenza/peso, hanno delle potenzialità maggiori rispetto ai motori tradizionali. In futuro i muscoli artificiali potrebbero avere applicazioni nell'industria, in medicina o nella robotica.

## Comparazione con muscoli naturali
Nonostante non vi sia alcun metodo generale che permetta di confrontare un muscolo artificiale con i motori, vi sono "criteri di potenza" che consentono il paragone dei muscoli artificiali con le proprietà dei muscoli naturali. Questi parametri includono lo stress, la tensione, la velocità di deformazione, il ciclo di vita, e il modulo elastico. Alcuni studiosi hanno considerato altri criteri (Huber et al., 1997). Nel 2014, le più potenti fibre muscolari artificiali esistenti potevano offrire delle prestazioni anche di 100 volte maggiori rispetto ai muscoli naturali di uguale lunghezza.I ricercatori misurano la velocità, lo sforzo, la potenza e l'efficienza dei muscoli artificiali.

## Tipologie
I muscoli artificiali possono essere divisi in tre categorie, basandosi sulle loro differenti modalità di attivazione.

### Polimeri elettroattivi
I polimeri elettroattivi (EAP) sono polimeri che possono essere attivati attraverso l'applicazione di un campo elettrico. Al momento i più promettenti EAP includono i polimeri piezoelettrici, gli attuatori dielettrici (DEA), gli elastomeri ad impianti elettrostrittivi, gli elastomeri a cristalli liquidi (LCE) e i polimeri ferroelettrici. Sebbene gli EAP possano essere piegati, il loro basso momento torcente limita la loro utilità ai muscoli artificiali.
Senza un materiale standard per la creazione di apparecchi EAP ,  la loro commercializzazione è rimasta impraticabile, nonostante siano stati fatti progressi significativi già dal 1990.

#### Attuazione basata sugli ioni
Gli EAP ionici sono polimeri che possono essere attivati attraverso la diffusione di ioni in una soluzione elettrolitica (in aggiunta all'applicazione di campi elettrici). Esempi correnti di polimeri elettroattivi ionici includono i gel polielettrolitici, i polimeri ionomerici metallici composti (IPMC) i polimeri conduttivi e i fluidi elettroreologici (ERF). Nel 2011 è stato dimostrato che nanotubi di carbonio intrecciati possono essere utilizzati come EAP se viene applicato un campo elettrico.

### Attivazione pneumatica
Stesso articolo in dettaglio Muscolo pneumatico artificiale
I muscoli artificiali pneumatici (PAM) operano riempiendo una vescica pneumatica con aria compressa. Dopo l'applicazione di pressione del gas alla vescica, si verifica l'espansione del volume isotropico , ma è limitato da fili intrecciati che circondano la vescica, traducendo l'espansione del volume di una contrazione lineare lungo l'asse dell'attuatore. Tra i PAM più comunemente usati oggi c'è un muscolo cilindrico intrecciato conosciuto come il muscolo McKibben, che è stato sviluppato da JL McKibben nel 1950..

### Attivazione termica
I muscoli artificiali ad attivazione termica rispondono alla variazione di temperatura accorciandosi o espandendosi.
Muscoli artificiali costruiti con comune lenza e filo da cucito possono sollevare 100 volte più peso e generare 100 volte più energia di un muscolo umano della stessa lunghezza e di peso.
I muscoli artificiali basati sulla lenza costano molto meno di leghe a memoria di forma o filo di nanotubi di carbonio; ma attualmente hanno relativamente scarsa efficienza.
Singole macromolecole allineate in fibre polimeriche possono essere avvolte in bobine e utilizzate per creare muscoli artificiali che si contraggono a velocità simili a quelli umani.
Della fibra polimerica, come ad esempio polietilene, il nylon e la lenza a differenza di molti materiali, si accorcia quando riscaldato fino a circa 4% con un aumento di temperatura di 250 K. Ruotando la fibra e la fibra avvolgimento ritorto in una bobina, il riscaldamento provoca un accorciamento che può raggiungere 49%. Un sistema di avvolgimento più complesso permette un accorciamento del 69%.
Piccoli muscoli artificiali composti di nanotubi di carbonio riempiti di paraffina permettono una potenza del muscolo che può superare di 200 volte quello umano.

### Lega a memoria di forma
Stesso articolo in dettaglio Lega a memoria di forma
Le leghe a memoria di forma (SMA), gli elastomero a cristalli liquidi e le leghe metalliche che possono essere deformate e poi ripristinati alla loro forma originale quando esposti al calore, possono funzionare come muscoli artificiali. Questi muscoli artificiali, offrono resistenza al calore, agli urti, bassa densità, alta resistenza alla fatica, e grande generazione di forza durante cambiamenti di forma. È stato dimostrato che un nastro di biossido di vanadio può torcere in un picco di velocità di torsione di 200.000 giri al minuto.

## Sistemi di controllo
I tre tipi di muscoli artificiali hanno diverse limitazioni che influenzano la scelta del tipo di sistema di controllo necessario per l'azionamento. È importante notare, tuttavia, che i sistemi di controllo sono spesso progettati per soddisfare le specifiche di un particolare esperimento nell'ambito di un progetto, e che alcuni esperimenti richiedono l'uso combinato di una varietà di diversi attuatori o uno schema di controllo ibrido. Pertanto gli esempi seguenti non sono da considerarsi un elenco esaustivo della varietà di sistemi di controllo che possono essere impiegati per azionare un dato muscolo artificiale.

### Controllo EAP
Gli EAP offrono peso inferiore, una risposta più rapida, una tensione interna maggiore e un funzionamento più silenzioso rispetto agli attuatori tradizionali. Sia gli EAP elettrici che quelli ionici sono principalmente azionati mediante sistemi di controllo a circuito chiuso.

### Controllo pneumatico
Attualmente ci sono due tipi di muscoli artificiali pneumatici (PAM). Il primo tipo ha una singola camera circondata da un manicotto intrecciato e il secondo tipo ha un doppio sacco.

#### Singola camera circondata da manicotto intrecciato
I muscoli artificiali pneumatici, leggeri ed economici, hanno un problema di controllo particolarmente difficile in quanto alcune sue caratteristiche come la temperatura cambiano significativamente nel tempo. I PAM sono generalmente costituiti da componenti in gomma e plastica. Poiché queste parti entrano in contatto tra loro durante l'azionamento, la temperatura aumenta, portando a cambiamenti permanenti nella struttura del muscolo artificiale nel tempo.

#### Doppia camera
Questo attuatore è costituito da una membrana esterna con una membrana flessibile interna che divide l'interno del muscolo in due porzioni. Un tendine è fissato alla membrana, ed esce dal muscolo attraverso un manicotto in modo che il tendine può contrarsi nel muscolo. Un tubo permette all'aria nella camera interna, di poter fuoriuscire nella camera esterna. Uno dei principali vantaggi di questo tipo di muscolo pneumatico è che non ci sono movimenti che causano frizione tra le camere e un manicotto esterno.

### Controllo termico
I muscoli artificiali SMA, sono leggeri e utili nelle applicazioni che richiedono grande forza nello spostamento, ma rappresentano anche una sfida per il loro controllo; infatti risultano limitati dalle loro relazioni di isteresi input-output,  e dalle limitazioni della larghezza di banda. L'isteresi è causata dalla lentezza della diffusione del calore, e in generale sono stati fatti pochi studi per ovviare a questo problema.
Generalmente per risolvere questo problema è necessaria l'applicazione di una compensazione a circuito aperto o chiuso di retroazione. Per quanto riguarda il controllo a circuito aperto, il modello Preisach è stato spesso utilizzato per la sua struttura semplice e la capacità per una facile simulazione e controllo.

## Applicazioni
Le tecnologie dei muscoli artificiali hanno già molte applicazioni per la costruzione di macchine biomimetiche tra cui robot, macchine industriali ed esoscheletri
. I futuri macchinari EAP avranno applicazioni nell'ingegneria aerospaziale, nel settore automobilistico, nell'industria, nella medicina, nella robotica, nel settore dei giocattoli, nell'abbigliamento, nelle interfacce tattili e ottiche, per il controllo del rumore, nei trasduttori e nei generatori di corrente.